# Majesty 2: The Fantasy Kingdom Sim
Majesty 2: The Fantasy Kingdom Sim — компьютерная игра в жанре стратегии в реальном времени, разработанная 1C:Ino-Co и выпущенная Paradox Interactive. Игра была анонсирована 18 апреля 2008 и выпущена 18 сентября 2009. Она является продолжением игры Majesty: The Fantasy Kingdom Sim от Cyberlore Studios. С мая 2019 игра поддерживается проектом "Возрождение".

## Игровые дополнения и DLC
К игре были выпущены три дополнения.
1. Majesty 2: Kingmaker («Majesty 2: Трон Ардании») — первое дополнение к Majesty 2: The Fantasy Kingdom Sim.

Особенности:

-Кампания «Возвращение Грум-Гога», состоящая из восьми миссий.

-Королевский редактор — инструмент для создания сценариев.

-Новые враги арданской короны.
2. Majesty 2: Battles of Ardania («Majesty 2: Битвы Ардании») — второе дополнение к Majesty 2: The Fantasy Kingdom Sim.

-Кампания «Наследники ночи», состоящая из восьми миссий, в которой правителю Ардании придётся бороться с неизвестной угрозой, защищать рубежи и расширять границы государства.

-Четыре новые многопользовательские миссии.

-Новые враги арданской короны.
3. Majesty 2: Monster Kingdom («Majesty 2: Королевство Монстров»), на территории СНГ распространялась в составе издания Majesty 2: Bestseller.

## Отзывы и награды
| Сводный рейтинг | Сводный рейтинг |
| Агрегатор       | Оценка          |
| --------------- | --------------- |
| GameRankings    | 75,85 %         |

Игра попала на третье место в конкурсе «Стратегия года» (2009) журнала «Игромания». Было отмечено, что Majesty 2 не сиквел, а трёхмерный ремейк оригинальной Majesty: The Fantasy Kingdom Sim. Hикакая другая стратегия сегодня так же убедительно не внушит вам, что вы — Правитель.